# سری آ برزیل
مسابقه قهرمانی سری آ برزیل (به پرتغالی: Campeonato Brasileiro Série A) لیگ برتر فوتبال در کشور برزیل است. در این لیگ در حال حاضر ۲۰ تیم برتر این کشور در یک سری مسابقات رفت و برگشت به رقابت با یکدیگر می‌پردازند.

## قهرمانان
تاکنون ۱۷ باشگاه به مقام قهرمانی رقابت‌های لیگ برتر برزیل دست یافته‌اند.
| رتبه | باشگاه             | قهرمان | نایب قهرمان | سال‌های قهرمانی                                                         | سال‌های نایب قهرمانی                            |
| ---- | ------------------ | ------ | ----------- | ---------------------------------------------------------------------- | ---------------------------------------------- |
| ۱    | پالمیراس           | ۱۲     | ۵           | ۱۹۶۰، ۱۹۶۷، ۱۹۶۸، ۱۹۶۹، ۱۹۷۲، ۱۹۷۳، ۱۹۹۳، ۱۹۹۴، ۲۰۱۶، ۲۰۱۸، ۲۰۲۲، ۲۰۲۳ | ۱۹۷۰، ۱۹۷۸، ۱۹۹۷، ۲۰۱۷، ۲۰۲۴                   |
| ۲    | سانتوس             | ۸      | ۸           | ۱۹۶۱, ۱۹۶۲, ۱۹۶۳, ۱۹۶۴, ۱۹۶۵, ۱۹۶۸, ۲۰۰۲, ۲۰۰۴                         | ۱۹۵۹, ۱۹۶۶, ۱۹۸۳, ۱۹۹۵, ۲۰۰۳, ۲۰۰۷, ۲۰۱۶، ۲۰۱۹ |
| ۳    | کورینتیانس         | ۷      | ۳           | ۱۹۹۰، ۱۹۹۸، ۱۹۹۹، ۲۰۰۵، ۲۰۱۱، ۲۰۱۵، ۲۰۱۷                               | ۱۹۷۶، ۱۹۹۴، ۲۰۰۲                               |
| ۳    | فلامینگو           | ۷      | ۳           | ۱۹۸۰, ۱۹۸۲, ۱۹۸۳, ۱۹۹۲, ۲۰۰۹، ۲۰۱۹، ۲۰۲۰                               | ۱۹۶۴، ۲۰۱۸، ۲۰۲۱                               |
| ۵    | سائو پائولو        | ۶      | ۶           | ۱۹۷۷, ۱۹۸۶, ۱۹۹۱, ۲۰۰۶, ۲۰۰۷, ۲۰۰۸                                     | ۱۹۷۱, ۱۹۷۳, ۱۹۸۱, ۱۹۸۹, ۱۹۹۰, ۲۰۱۴             |
| ۶    | کروزیرو            | ۴      | ۵           | ۱۹۶۶, ۲۰۰۳, ۲۰۱۳, ۲۰۱۴                                                 | ۱۹۶۹, ۱۹۷۴, ۱۹۷۵, ۱۹۹۸, ۲۰۱۰                   |
| ۷    | واسکو دوگاما       | ۴      | ۴           | ۱۹۷۴, ۱۹۸۹, ۱۹۹۷, ۲۰۰۰                                                 | ۱۹۶۵, ۱۹۷۹, ۱۹۸۴, ۲۰۱۱                         |
| ۸    | فلومیننزه          | ۴      | ۱           | ۱۹۷۰, ۱۹۸۴, ۲۰۱۰, ۲۰۱۲                                                 | ۱۹۳۷                                           |
| ۹    | اینترناسیونال      | ۳      | ۸           | ۱۹۷۵, ۱۹۷۶, ۱۹۷۹                                                       | ۱۹۶۷, ۱۹۶۸, ۱۹۸۸, ۲۰۰۵, ۲۰۰۶, ۲۰۰۹، ۲۰۲۰، ۲۰۲۲ |
| ۱۰   | اتلتیکو مینیرو     | ۳      | ۵           | ۱۹۳۷، ۱۹۷۱، ۲۰۲۱                                                       | ۱۹۷۷, ۱۹۸۰, ۱۹۹۹, ۲۰۱۲, ۲۰۱۵                   |
| ۱۱   | بوتافوگو           | ۳      | ۳           | ۱۹۶۸, ۱۹۹۵، ۲۰۲۴                                                       | ۱۹۶۲, ۱۹۷۲, ۱۹۹۲                               |
| ۱۲   | گرمیو              | ۲      | ۴           | ۱۹۸۱, ۱۹۹۶                                                             | ۱۹۸۲, ۲۰۰۸, ۲۰۱۳، ۲۰۲۳                         |
| ۱۳   | باهیا              | ۲      | ۲           | ۱۹۵۹, ۱۹۸۸                                                             | ۱۹۶۱, ۱۹۶۳                                     |
| ۱۴   | گوارانی            | ۱      | ۲           | ۱۹۷۸                                                                   | ۱۹۸۶, ۱۹۸۷                                     |
| ۱۵   | اتلتیکو پارانائنزه | ۱      | ۱           | ۲۰۰۱                                                                   | ۲۰۰۴                                           |
| ۱۶   | اسپورت رسیفی       | ۱      | ۰           | ۱۹۸۷                                                                   | —                                              |
| ۱۶   | کوریتیبا           | ۱      | ۰           | ۱۹۸۵                                                                   | —                                              |
| ۱۸   | فورتالزا           | ۰      | ۲           | —                                                                      | ۱۹۶۰، ۱۹۶۸                                     |
| ۱۸   | سائو کتانو         | ۰      | ۲           | —                                                                      | ۲۰۰۰، ۲۰۰۱                                     |
| ۲۰   | نائوچیکو           | ۰      | ۱           | —                                                                      | ۱۹۶۷                                           |
| ۲۰   | بانگو              | ۰      | ۱           | —                                                                      | ۱۹۸۵                                           |
| ۲۰   | رد بول براگانتینو  | ۰      | ۱           | —                                                                      | ۱۹۹۱                                           |
| ۲۰   | ویتوریا            | ۰      | ۱           | —                                                                      | ۱۹۹۳                                           |
| ۲۰   | پورتوگیزا          | ۰      | ۱           | —                                                                      | ۱۹۹۶                                           |

## درآمد صادرات فوتبال برزیل
گفتنی است که در سال ۲۰۰۵ میلادی برزیل با انتقال ۸۰۴ بازیکن به دیگر کشورها، همچنان در صدر فهرست صادرکنندگان بازیکن قرار دارد که روی هم رفته برای لیگ برتر این کشور بیش از ۱۰۰میلیون دلار درآمد داشته‌است. نیمار گران قیمت‌ترین بازیکن این کشور بود که در سال ۲۰۱۳ میلادی به قیمت ۹۴ میلیون دلار به بارسلونا فروخته شد.